# Ес Клъб Севън
Ес Клъб (на английски: S Club), известна преди като Ес Клъб 7 (на английски: S Club 7) е английска поп група състояща се от Тина Барет, Пол Катърмоул, Джон Лий, Брадли Макинтош, Джо О'Меара, Хана Спийрит и Рейчъл Стивънс.
Групата е сформирана през 1998 г. от бившия мениджър на популярната момичешка група Спайс Гърлс Саймън Фулър и бързо се изкачва към славата с участието в собствения си телевизионен сериал на BBC Маями 7. В своите пет години заедно, Ес Клъб 7 имат четири британски номер едно сингли, един номер едно албум във Великобритания, както и поредица от хитове в цяла Европа, включително и топ-десет в САЩ, Азия, Латинска Америка и Африка. Записват четири студийни албума, издават 11 сингъла и се продават в над 10 милиона копия по целия свят. Първият им албум, имаше силен успех, подобно на много артисти за своето време. Въпреки това в хода на кариерата си, своята музикална подхода променила към по-денс и R&B звучене, който се чува най-вече в последния им албум Seeing Double. Групата се разделя през април 2003 г.
Пет години след раздялата им през октомври 2008 г. О'Меара, Катърмоул и Макинтош се събират за мини турне, а гупата се събира в оригиналлния си състав през 2014 – 2015 г. През февруари 2023 г. се събират отново за турне по случай 25-годишния си юбилей, но само два месеца след реформирането на 6 април Пол Катърмоул внезапно умира на 46-годишна възраст. На 14 май групата се преименува на S Club, след като Хана Спийрит напуска групата. През юли излиза първият сингъл от 20 години насам "These Are the Days".

## Дискография

### Студийни албуми
- S Club (1999)
- 7 (2000)
- Sunshine (2001)
- Seeing Double (2002)

### Компилации
- Don't Stop Movin' (2002)
- Best: The Greatest Hits of S Club 7 (2003)
- Essential S Club 7 (2021)

### Сингли
- Bring It All Back (1999)
- S Club Party (1999)
- Two in a Million (1999)
- You're My Number One (1999)
- Reach (2000)
- Natural (2000)
- Never Had a Dream Come True (2000)
- Don't Stop Movin' (2001)
- Have You Ever (2001)
- You (2002)
- Alive	(2002)
- Say Goodbye (2003)
- Love Ain't Gonna Wait for You (2003)
- These Are the Days (2023)

## Турнета
- S Club Party Tour (2001 – 2002)
- Carnival Tour (2002 – 2003)
- S Club 3/S Club 4 Tours (2008 – 2014)
- Bring It All Back 2015 (2015)
- The Good Times Tour (2023)